# O

O پانزدهمین حرف از حروف الفبای لاتین است. نام انگلیسی آن اُ /oʊ/ است.

## کاربرد

### شیمی
در فهرست عناصر بر پایه نماد شیمیایی حرف O نماد اکسیژن است.

### گرافیک رایانه
در گرافیک رایانه حرف O یک متقارن‌نما محسوب می‌شود.

### زبان انگلیسی
در تلفظ شماره تلفن، حرف "O" به عنوان جایگزینی برای عدد صفر (0) به کار می‌رود.